# Herb powiatu otwockiego

Herb powiatu w latach 2002–2008

Herb powiatu otwockiego – jeden z symboli powiatu otwockiego, którego obecna wersja została ustanowiona 1 grudnia 2022.

## Wygląd i symbolika
Herb przedstawia na tarczy dwudzielnej w słup, w polu heraldycznie prawym czerwonym – pół orła srebrnego, w polu lewym, złotym – zielonego, skrzydlatego smoka, z czerwonym językiem, wyskakującego z czary zielonej.
Figura połuorła mazowieckiego nawiązuje do historii ziem powiatu, wchodzących w przeszłości w skład księstwa mazowieckiego. W lewym polu połączono skrzydlatego smoka - herb księstwa warszawsko-czerskiego (w którego skład w przeszłości wchodziło terytorium dzisiejszego powiatu) z godłem z herbu Otwocka.